# مدرسه خورشید
مدرسه خورشید یک مجموعه تلویزیونی محصول سال ۱۳۸۱ به کارگردانی، نویسندگی و تهیه‌کنندگی حسین روشن بخش یزدی می‌باشد که از برنامه کودک و نوجوان شبکه دو پخش شد. این مجموعه در ۱۳ قسمت ۳۰ دقیقه ای تهیه شد
این مجموعه در مورد بچه‌های مدرسه‌ای در یزد است که در ماه محرم با همکاری استاد نمایش خود به تمرین و اجرای نمایش دربارهٔ ماه محرم و شرکت در مراسم عزاداری می‌پردازند که در این بین حوادثی نیز روی می‌دهد، فیلمبرداری این سریال در دبیرستان ایرانشهر یزد که یکی از قدیمی ترین و معتبرترین دبیرستان های ایران است (تاسیس 1307 هجری شمسی) انجام شده است.

## بازیگران
- رضا ایرانمنش
- افشین حاجی‌حسینی
- ایرج مفیدی
- بابک نیساری
- بهزاد ستوده‌نیا
- پروین جباری
- حامد رحمانی
- روح‌الله مفیدی
- سعید منتظری
- سیدضیا مدیرطاهری
- سیدناصر امامی
- صدیقه حاج‌حسینی
- علیرضا دهقان
- وحید رضا دهقان
- محسن سیده
- محمود مشروطه
- مرتضی کوراغلی
- مرضیه آخوندزاده
- مهدی آردیان
- مهرداد شیرعلی
- نادر نظافت
- ناصر سروی
- مهدی داودراد
- قاسم زرین مقدم
- مجید باغیانی
- محمد دریاباز
- رامین قادری نسب
- ابوالفضل سلیمی
- محمدرضا عربشاهی
- عباس طبخی
- محمود فتحی‌زمانی
- حسن کوراغلی
- سیدعباس جانفدا
- سیدمجتبی سالار
- علی‌اصغر باروتکوب زاده
- آرزو بوستانه
- فرزاد هدایتی
- سیدمرتضی زرگرچی
- صادق رضائی
- سیدحسن خادمی
- میثم شهریاری
- محمدرضا ضیغمی
- احمد مرادی‌اناری
- محمد سلیمی
- امید ضیغمی
- علی‌اصغر چاوشیان
- محمد کازرانی
- محمود زینعلی‌پور
- صدیقه سلیمی
- علی‌اصغر صفائیان
- حمید نصیریان
- امین قادری نسب
- صادق بهجت
- سعید خواجه منصوری
- امین امینی
- امیررضا محمدی
- امیر سلطانی
- هدا هادیانی
- امیر منتظری
- مسعود دهقانی‌زاده
- سعید اثنان اشعریه
- مهدی دهقان
- حامد گورشاهی
- علی محمد شاه‌محمودی
- ریحانه یادبرین
- سعیده حاتمیان
- علی زحمتکش
- علی دره زرشکی
- نصرالله زارع
- محمد آشتیانی
- حمید خواجه منصوری
- سیدجمال طباطبایی
- محمدرضا سمساری‌راد
- رحیم دریس
- احمد بقائیان
- محمدباقر سالاری
- سکینه رفیعی
- مسعود ستوده نیا
- فاطمه ارزه
- اصغر کریمی
- عباس محمدی‌پور